# قطعنامه ۱۴۶۰ شورای امنیت
قطعنامه  ۱۴۶۰ شورای امنیت سازمان ملل متحد که در تاریخ ۳۰ ژانویه ۲۰۰۳ تصویب شد، سندی بین‌المللی دربارهٔ کودکان و درگیری‌های مسلحانه است. این قطعنامه طی نشست ۴۶۹۵ام با ۱۵ رای موافق، ۰ مخالف و ۰ ممتنع تصویب شد.